# Berkut 360
Berkut 360 je dvosedežno (tandem) doma zgrajeno športno letalo s kanardi. Grajen je večinoma iz karbonskih vlaken in fiberglasa. Na koncih kril ima velike winglete za zmanjšanje zračnega upora.
Letalo izhaja iz modela Rutan Long-EZ, ima pa Berkut za razliko uvlačljivo pristajalno podvozje.
S potovalno hitrostjo 350 km/h je eno izmed najhitrejših športnih letal. 

## Specifikacije
Podatki iz Brassey's World Aircraft & Systems Directory 1999/2000; Taylor 1999, p. 583
Splošne karakteristike
- Posadka: 2
- Dolžina: 18 ft 6 in (5,64 m)
- Razpon kril: 26 ft 8 in (8,13 m)
- Višina: 7 ft 6 in (2,29 m)
- Teža praznega letala: 1035 lb (469 kg)
- Naložena teža: 2000 lb (907 kg)
- Pogon letala: 1 ×  zračnohlajeni protibatni motor Lycoming IO-360, 205 KM (153 kW)

 Zmogljivost 
- Maks. hitrost: 248 mph (215 vozlov, 399 km/h)
- Potovalna hitrost: 220 mph (191 vozlov, 354 km/h)
- Hitrost porušitve vzgona: 70 mph (61 vozlov, 113 km/h)
- Doseg: 1228 milj (1066 nmi, 1976 km)
- Višina leta: 32000 ft (9750 m)
- Hitrost vzpenjanja: 2000 ft/min (10,2 m/s)